# Église Saint-Pierre-ès-Liens de Colonzelle
Pour les articles homonymes, voir Église Saint-Pierre-ès-Liens.
L'église Saint-Pierre-ès-Liens est une église romane située à Colonzelle dans le département français de la Drôme en région Auvergne-Rhône-Alpes.

## Localisation
L'église, anciennement connue sous le nom de Saint-Pierre de Margerie, est située le long de la D 231 au sud du village de Colonzelle, entre celui-ci et le hameau de Margerie.

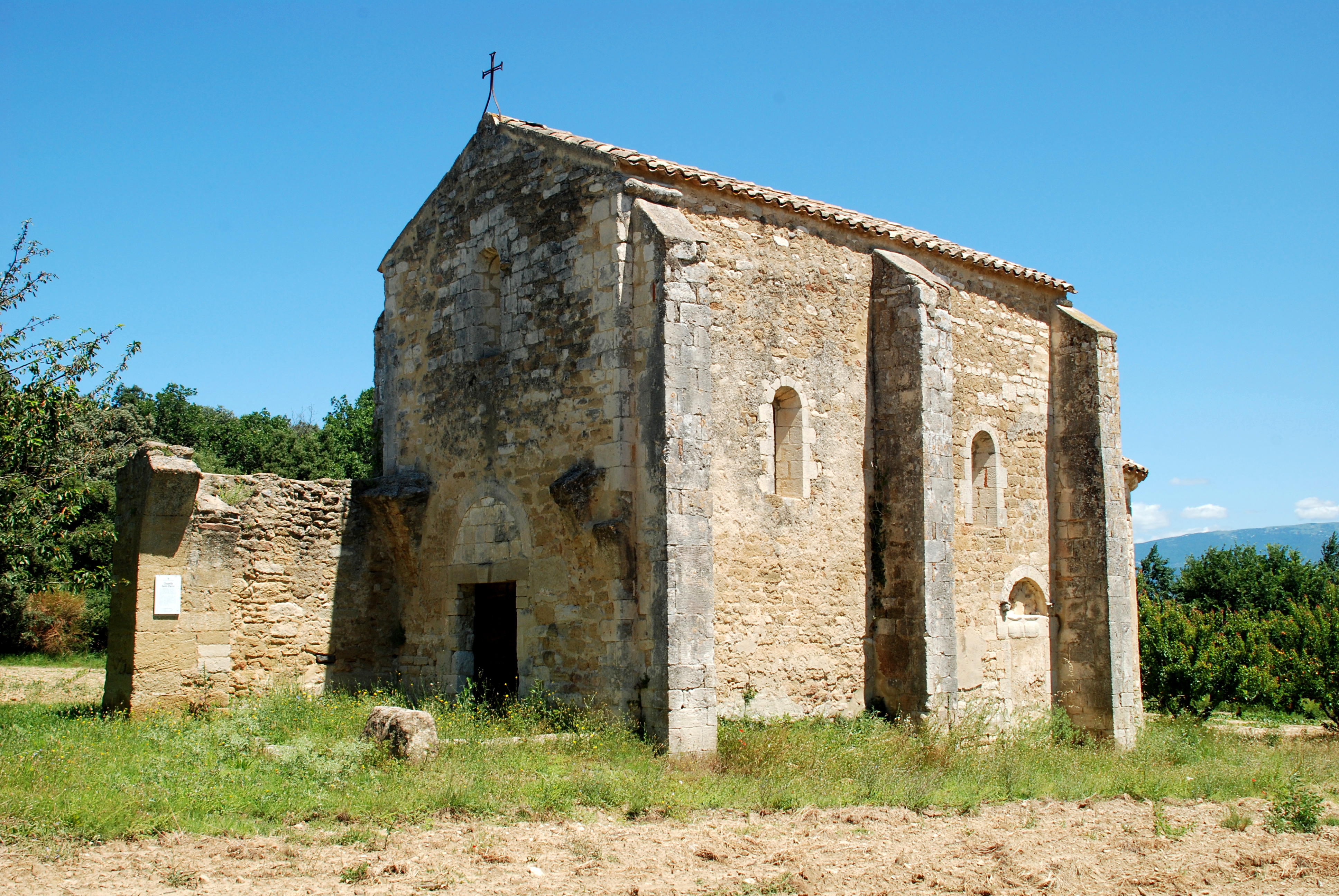
Les façades occidentale et méridionale.

## Historique
L'église Saint-Pierre-ès-Liens a appartenu à un prieuré affilié à Cluny dès le Xe siècle.
L'édifice roman actuel date de la deuxième moitié du XIIe siècle.
L'église fait l'objet d'une inscription au titre des monuments historiques à partir de 1926, puis d'un classement au titre des monuments historiques depuis le 9 novembre 2009.

## Matériaux
L'église est édifiée en moellon : l'utilisation de la pierre de taille se limite aux contreforts, à l'encadrement des portes et des fenêtres ainsi qu'aux chaînages d'angle. Elle est recouverte de tuiles romaines.

## Architecture
De petites dimensions, l'église est constituée d'une nef unique et d'un chevet semi-circulaire.
La façade méridionale est renforcée par trois puissants contreforts et est percée de deux fenêtres et d'une porte murée.

Le chevet
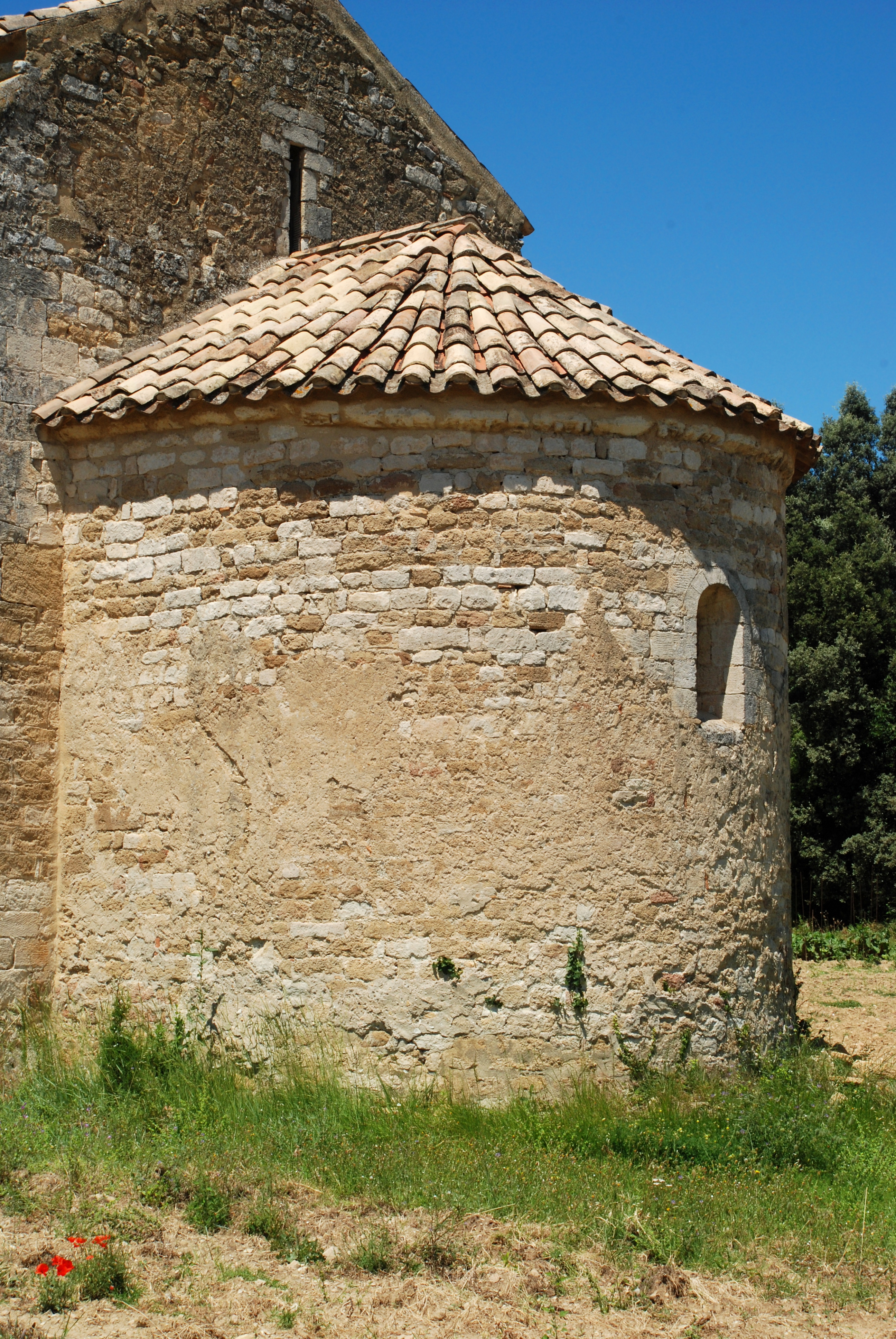
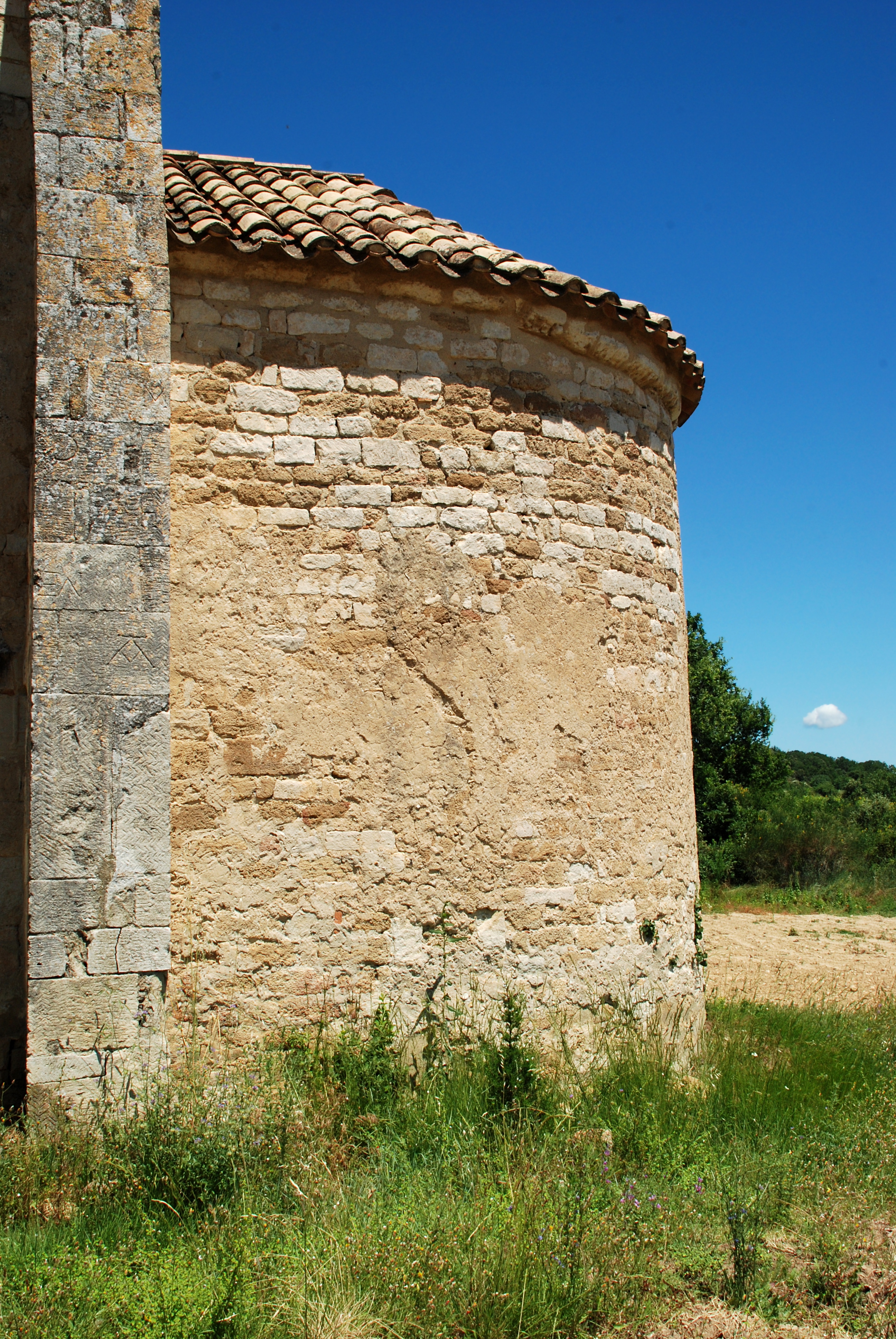

## Ornementation

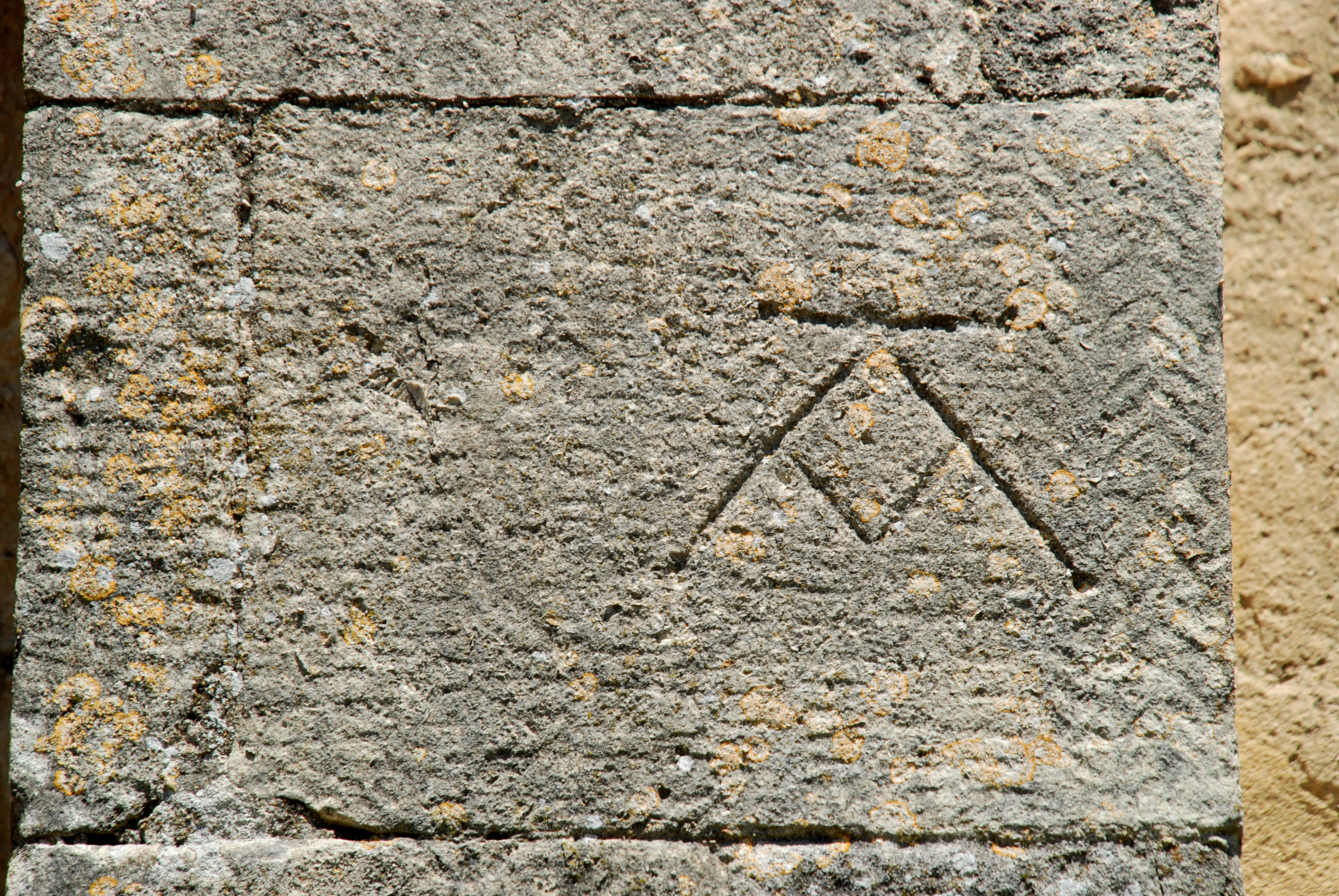
Marque de tâcheron sur un contrefort.

Le principal intérêt de l'église réside dans la décoration de la porte méridionale et de la fenêtre qui la surmonte.
La porte était ornée jadis d'un tympan aujourd'hui disparu mais elle conserve un linteau et un arc dont la décoration est très intéressante.
Le linteau de la porte provient d'un monument funéraire romain ou gallo-romain et consiste en un bas-relief (incomplet et posé à l'envers) qui représente le pont d'une barque fluviale portant quatre tonneaux et un énorme ballot (à gauche). À droite on distingue la silhouette d'un marin ou naute (figuré à l'envers) ainsi qu'un mât.
Le tympan de la porte est surmonté d'un arc dont chacun des claveaux est orné soit d'un motif gravé (loup, motif floral) soit d'une grande marque de tâcheron.
La fenêtre située au-dessus de la porte présente également de nombreuses marques de tâcheron, tant au niveau de son archivolte que de ses piédroits.
Quelques marques de tâcheron peuvent être également observées sur les contreforts de l'église.

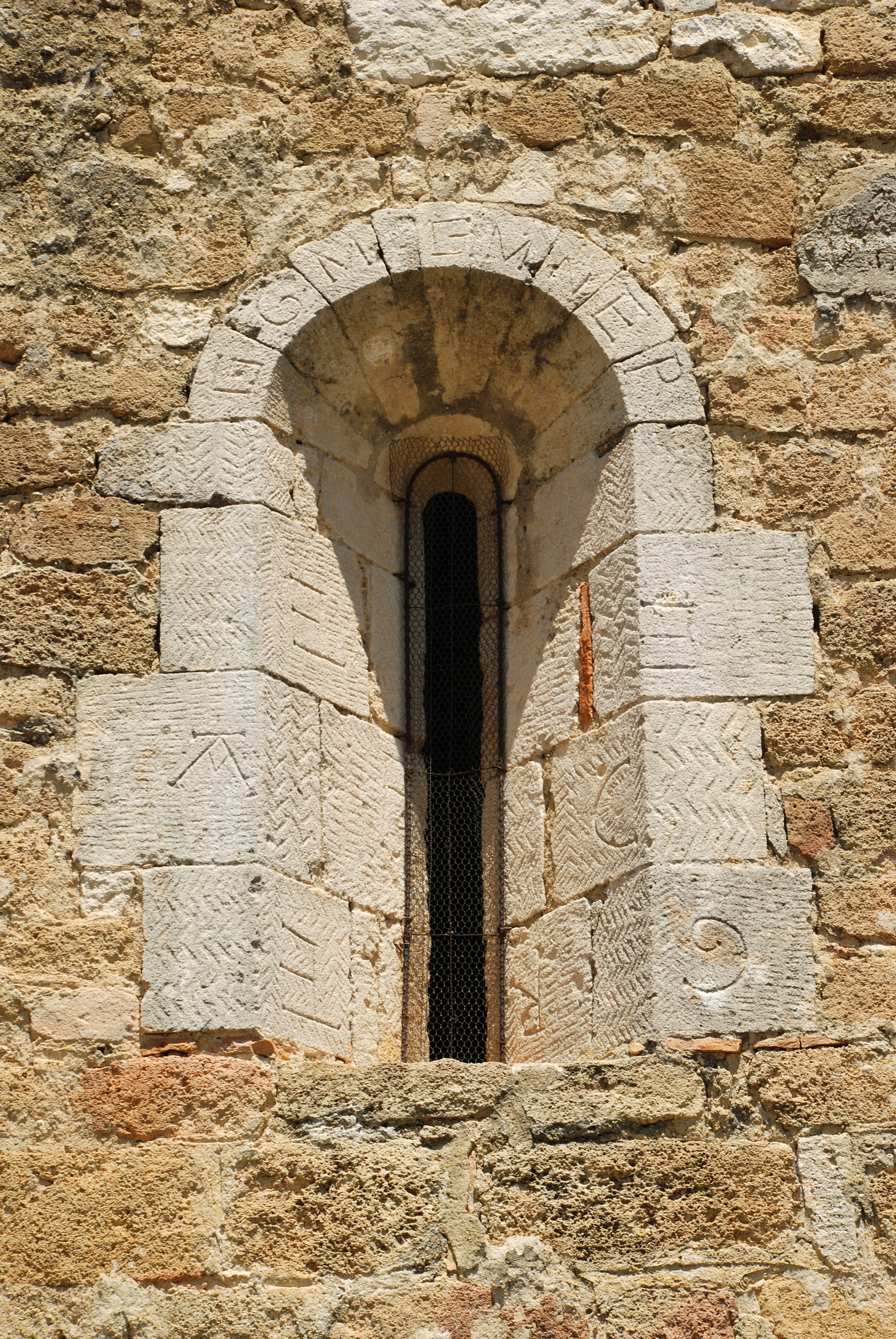
La fenêtre.
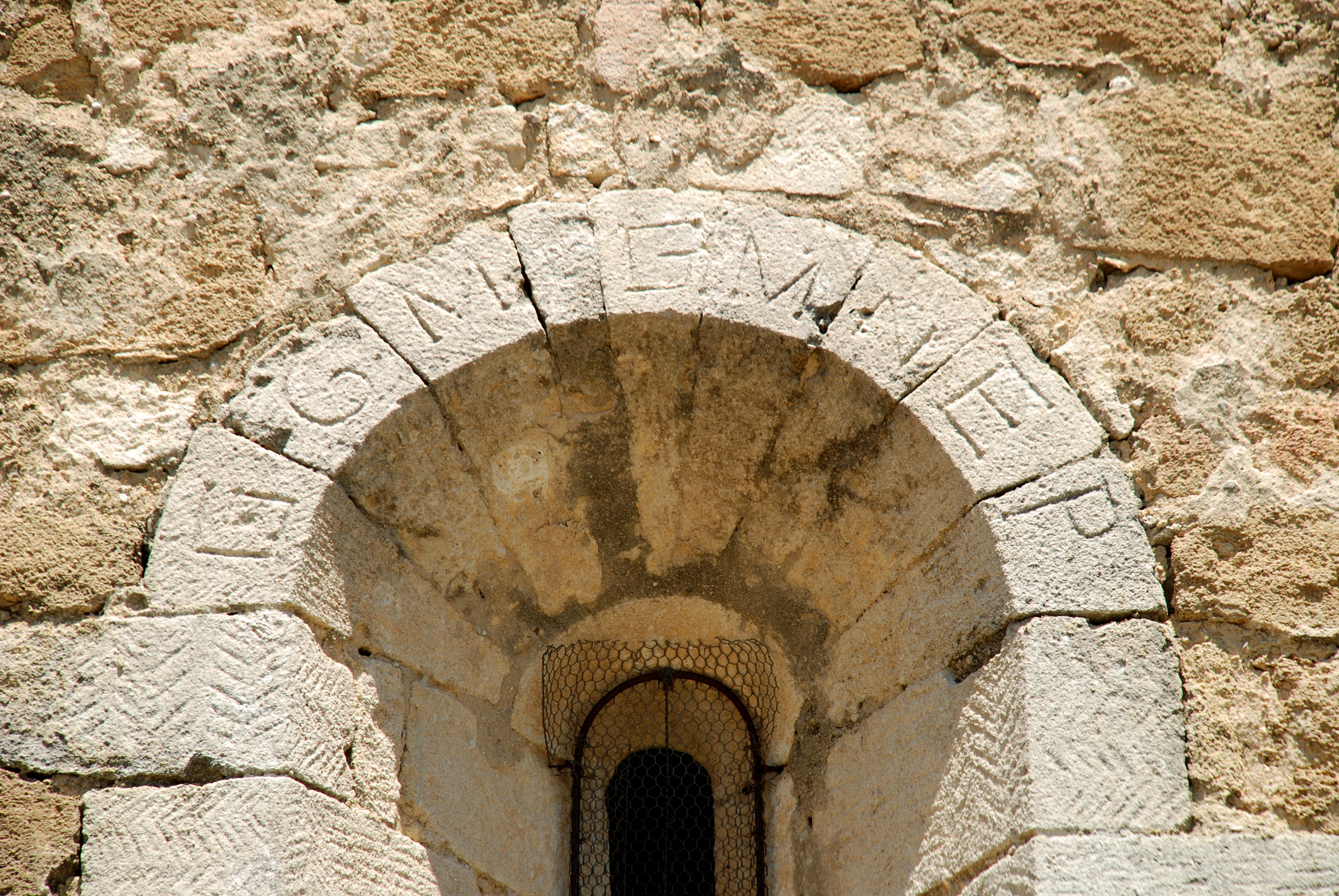
L'arc de la fenêtre.
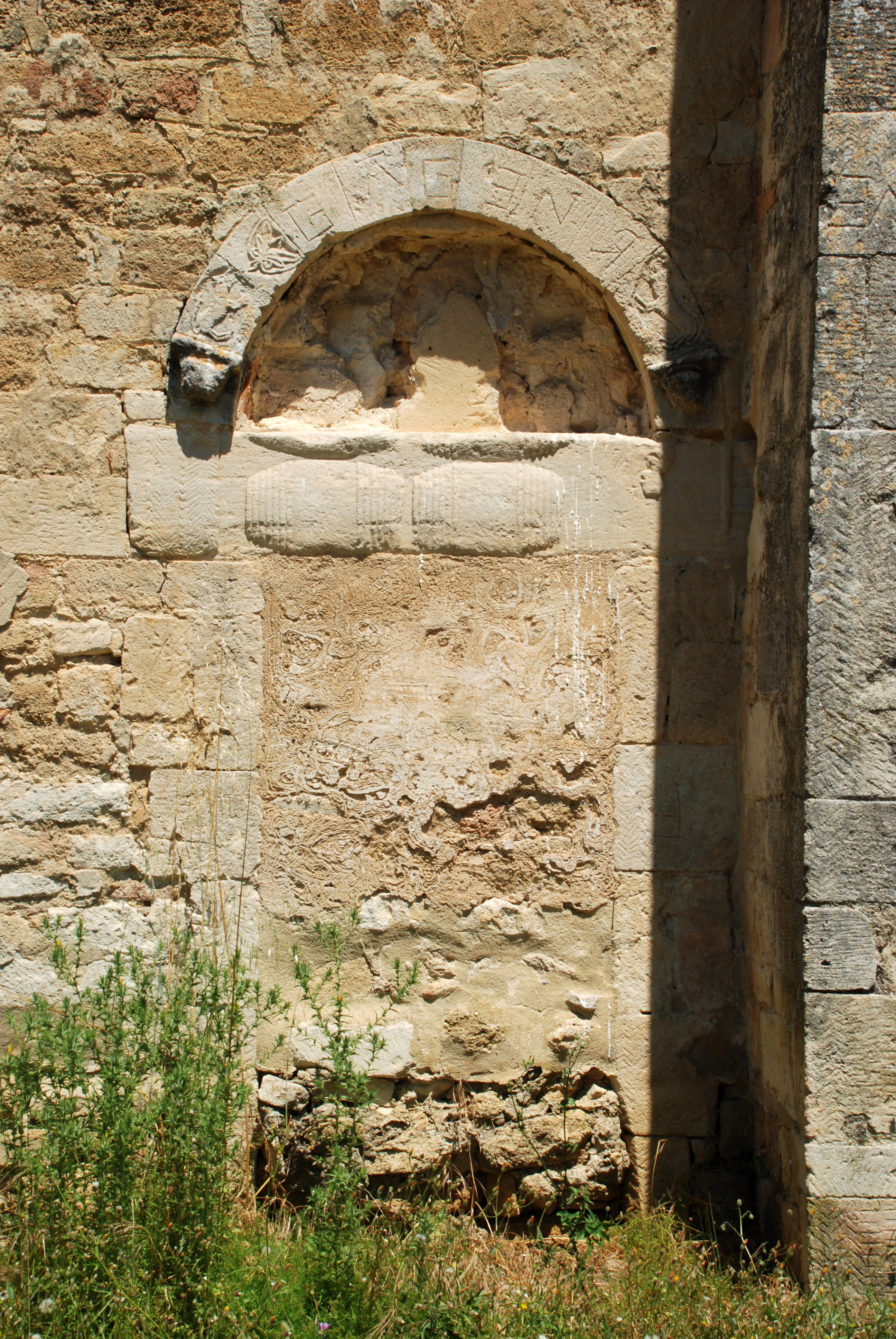
La porte méridionale.
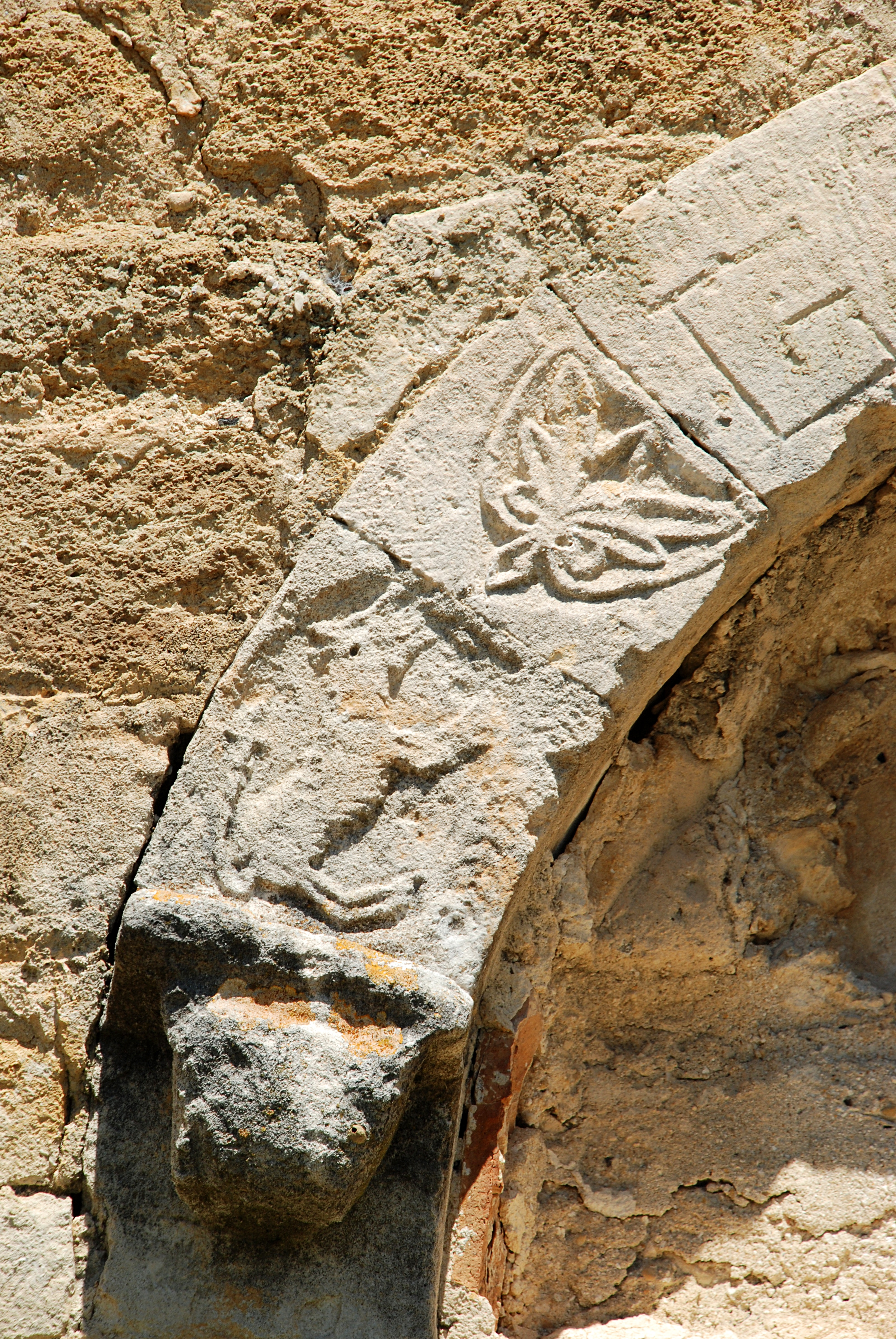
Détail de l'arc de la porte.
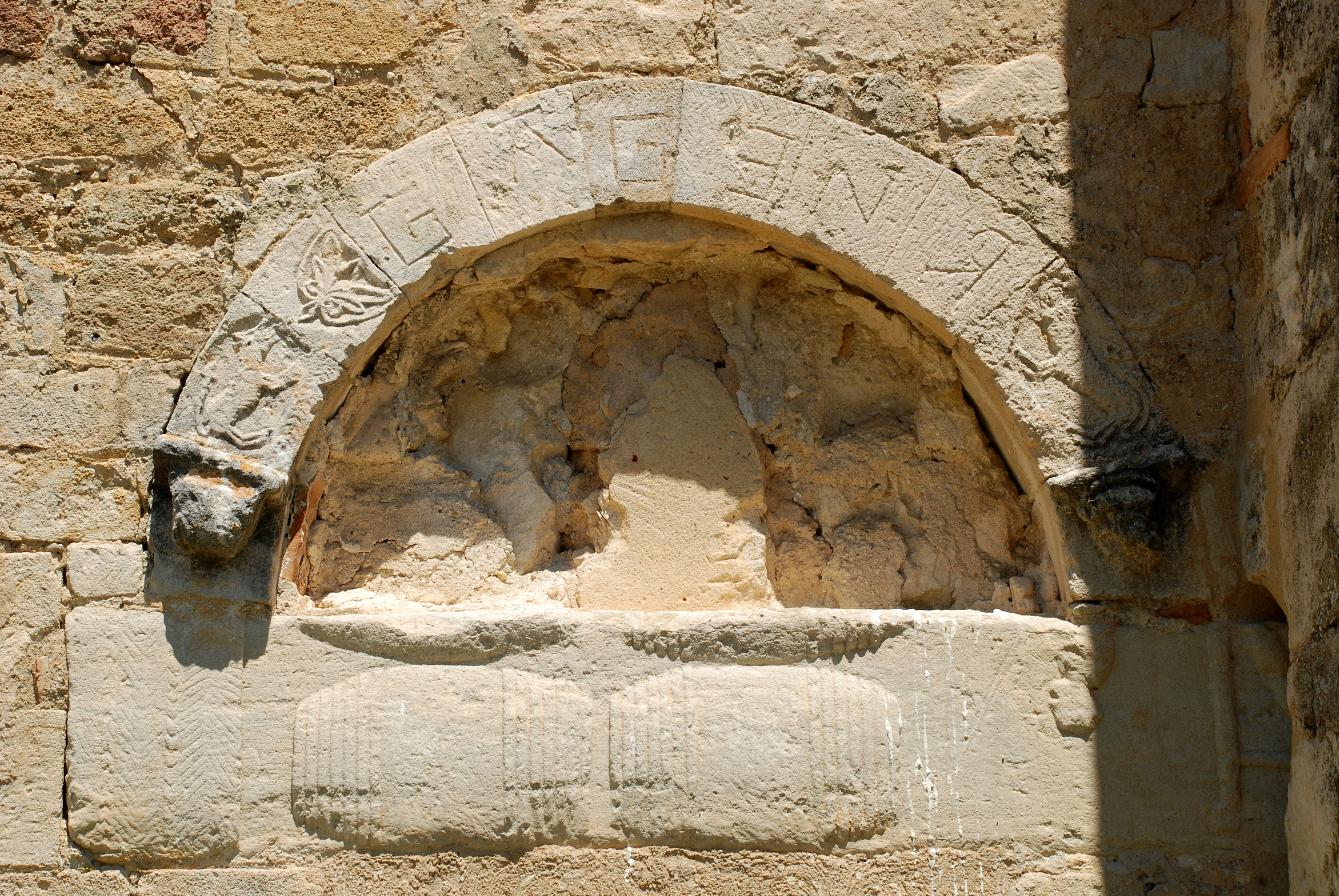
Le linteau et l'arc de la porte méridionale.